# Desmoclystia cnecoplaca
Desmoclystia cnecoplaca är en fjärilsart som beskrevs av Louis Beethoven Prout 1929. Desmoclystia cnecoplaca ingår i släktet Desmoclystia och familjen mätare. Inga underarter finns listade i Catalogue of Life.